# 法蒂瑪旅
法蒂瑪旅（阿拉伯语：لواء الفاطميون）是叙利亚内战中一個在2014年建立的親政府民兵組織，由伊朗政府招募的阿富汗什葉派穆斯林組成，協助敘利亞政府對抗反政府武裝。法蒂瑪旅由伊朗伊斯兰革命卫队訓練及提供資金和裝備，並由伊朗軍官指揮作戰。據報法蒂瑪旅在2016年6月的兵力有12,000－14,000人。
法蒂瑪旅的成員主要從伊朗的阿富汗難民以及阿富汗的哈扎拉人中招募。應募者獲承諾給予伊朗公民權及500美元月薪。他們在伊朗接受兩星期的基本軍事訓練後，以包機送到敘利亞參與戰鬥。
在敘利亞政府收復幼发拉底河以西的大部分失地後，2019年美國之音報導已有數以千計的法蒂瑪旅成員離開敘利亞。阿富汗官員擔心這些有戰鬥經驗的人返回阿富汗後或會繼續聽令於伊朗，威脅阿富汗安全，要求伊朗勿把他們送回阿富汗。

## 歷史

### 成立背景

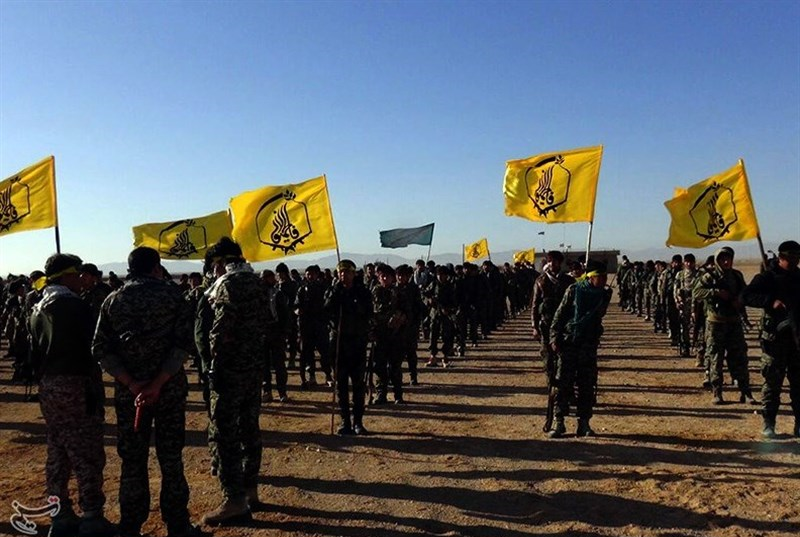
2016年12月在巴爾米拉外圍的法蒂瑪旅民兵

法蒂瑪旅是由前阿富汗什葉派民兵組織阿布札爾旅的戰士組成，阿布札爾旅活躍並參與過蘇維埃-阿富汗戰爭、第三次阿富汗內戰及伊朗-伊拉克戰爭，因美國入侵阿富汗後崩潰。在伊朗-伊拉克戰爭期間，阿布札爾旅的成員支持伊朗並組成志願軍參與了戰爭，而受到蘇維埃-阿富汗戰爭的影響，阿布札爾旅有著豐富的游擊戰與山地作戰的經驗，因此在戰爭期間，阿布札爾旅的成員多駐紮在山上。此外，伊朗也在阿富汗與巴基斯坦扶植多個親伊朗組織，包含阿富汗真主黨及巴基斯坦真主黨，並與阿布札爾旅保持著友好關係。